# Оболонский проспект

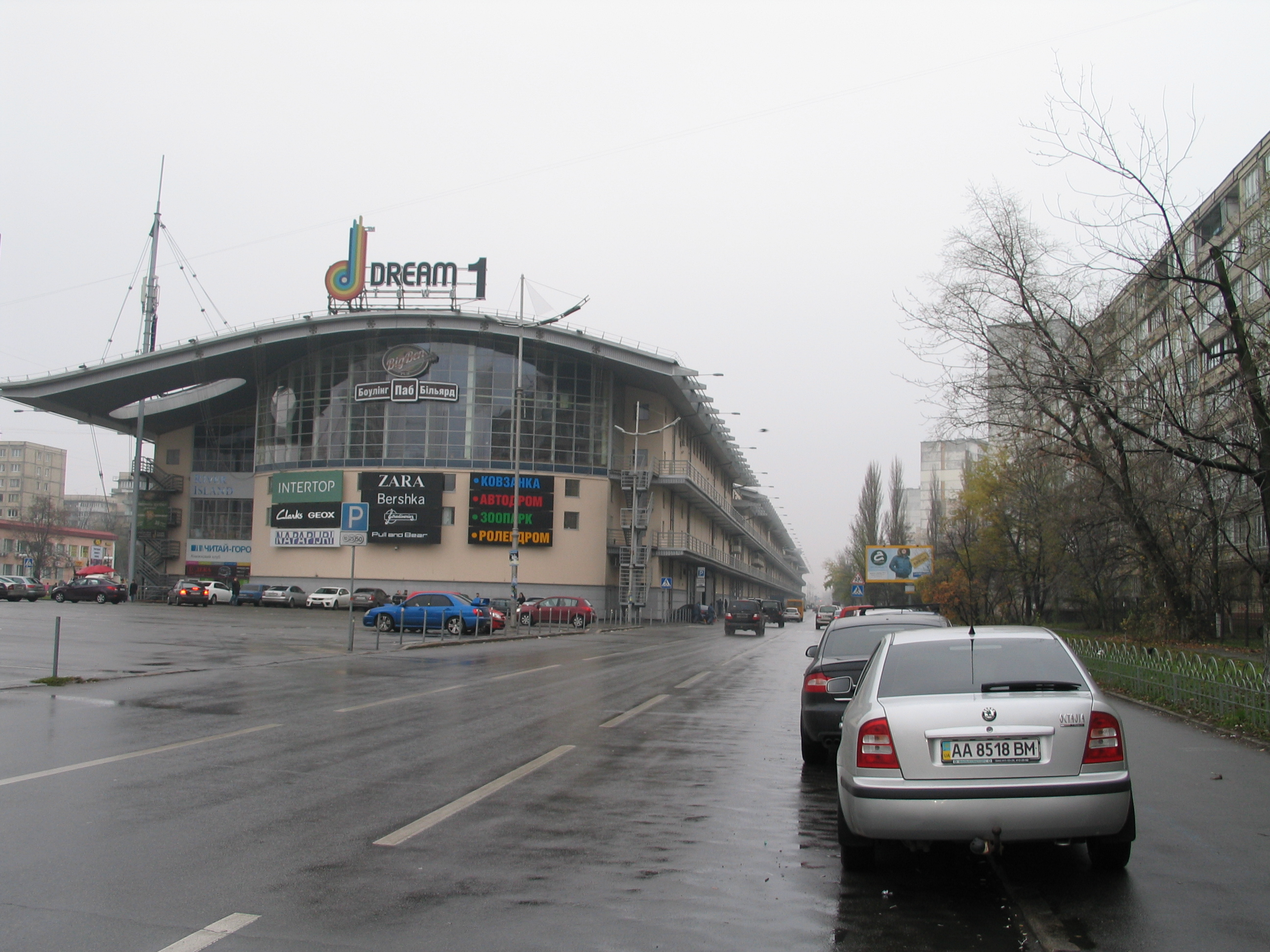
Оболонский проспект (вид от Минской площади)

Оболо́нский проспект — проспект на жилом массиве Оболонь в Оболонском районе города Киева.
Пролегает от путепровода на Богатырской улицы (поблизости Площади Героев УПА) до Северной улицы и Большой Кольцевой дороги. Спроектирована в 1960-х годах под названием Центральная городская улица. Современное название — в 1970—1973 годах и с 1990 года, как главной магистрали массива Оболонь. В 1973—1993 годах имел название проспект Александра Корнейчука — в честь советского драматурга А. Е. Корнейчука. Застройка проспекта начата в 1973 году. В конце 1990-х годов проспект был фактически продлён на юг в своей начальной части по дамбе линии метрополитена до Тульской площади (на этом участке не существовало асфальтовой дороги, хотя на картах того времени её отображали).
К Оболонскому проспекту примыкают: озёра Иорданское — Кирилловское — улицы Героев Полка «Азов» — Оболонская площадь — Левка Лукьяненко — Минская площадь — улицы Героев Днепра и Озёрная.
В 2006—2010 годах на бульварной части проспекта в кварталах между улицами Маршала Малиновского — Маршала Тимошенко — Героев Днепра был построен торгово-развлекательный центр «Дрим Таун».
Протяжённость проспекта — 4,1 км.

## Географические координаты
Координаты начала 50°29′28″ с. ш. 30°29′52″ в. д.
Координаты конца 50°31′41″ с. ш. 30°29′56″ в. д.

## Транспорт
- Троллейбусы 24, 32, 34, 44
- Автобусы 41, 50, 73, 88, 99, 100, 102
- Маршрутные такси 180, 224, 402, 463, 472, 476, 530, 559
- Станция метро «Почайна»
- Станция метро «Оболонь»
- Станция метро «Минская»
- Станция метро «Героев Днепра»

## Почтовый индекс
01032